# 福岡県道551号別府比恵線
福岡県道551号別府比恵線（ふくおかけんどう551ごう べふひえせん）は、福岡県糟屋郡志免町から福岡市博多区に至る一般県道である。

## 概要
糟屋郡志免町別府2丁目から福岡市博多区東比恵4丁目に至る。福岡空港の北縁を通り、沿線には空港送迎付き有料駐車場が多い。空港通りの一部区間を構成している。志免町の一部は交通量が非常に多く、朝夕のラッシュの時は渋滞が激しい。

### 路線データ
- 起点：福岡県糟屋郡志免町別府2丁目（五斗蔵交差点、福岡県道68号福岡太宰府線交点）
- 終点：福岡県福岡市博多区東比恵4丁目（東比恵4丁目交差点、福岡県道・大分県道112号福岡日田線交点）

## 路線状況

### 通称
- 空港通り（福岡市博多区空港前2丁目・稲城交差点 - 福岡市博多区大字下臼井）

### 道路施設

#### 橋梁
- 稲城橋（宇美川、糟屋郡志摩町 - 福岡市博多区）

## 地理
糟屋郡志免町の五斗蔵交差点から西南西に進み、宇美川を越えて福岡市に入る。福岡空港北東端の稲城交差点を直進して右にカーブして空港通りに入り、西北西に向きを変え、空港北口交差点の少し西側で空港通りから分かれ、福岡空港の外縁に沿って一方通行路を進んでいく。500 mほど進むと一方通行路は終わり、左折し、引き続き空港の外縁に沿って進む。途中で空港から離れて右折し、事業所の建ち並ぶ中を南西に進み、国道3号と交差し、福岡県道・大分県道112号福岡日田線（旧国道3号）と交差する東比恵4丁目交差点で終点となる。

### 通過する自治体
- 糟屋郡志免町
- 福岡市（博多区）

### 交差する道路
| 交差する道路                                     | 市町村名 | 市町村名 | 交差する場所 | 交差する場所             |
| ------------------------------------------------ | -------- | -------- | ------------ | ------------------------ |
| 福岡県道68号福岡太宰府線                         | 糟屋郡   | 志免町   | 別府2丁目    | 五斗蔵交差点 / 起点      |
| 福岡県道45号福岡空港線 福岡県道574号水城下臼井線 | 福岡市   | 博多区   | 空港前2丁目  | 稲城交差点               |
| 福岡市道下臼井博多駅線 / 空港通り                | 福岡市   | 博多区   | 大字下臼井   |                          |
| 国道3号 / 福岡南バイパス                         | 福岡市   | 博多区   | 榎田2丁目    | 榎田2丁目交差点          |
| 福岡県道・大分県道112号福岡日田線                | 福岡市   | 博多区   | 東比恵4丁目  | 東比恵4丁目交差点 / 終点 |

### 沿線
- 福岡空港